# Magnolia sirindhorniae
Magnolia sirindhorniae este o specie de plante din genul Magnolia, familia Magnoliaceae, descrisă de Hans Peter Nooteboom și Chalermglin. Conform Catalogue of Life specia Magnolia sirindhorniae nu are subspecii cunoscute.